# Bernhard C. Schär
Bernhard C. Schär (* 1975 in Pittsburgh, Pennsylvania, USA) ist ein Schweizer Historiker.

## Leben
Nach der Matur an der Kantonsschule Olten studierte Bernhard C. Schär von 1996 bis 2003 Geschichte, Philosophie und Politikwissenschaften an den Universitäten Bern und Genf. Nach dem Studium war er als freischaffender Journalist für die bernische Tageszeitung Der Bund tätig und realisierte als freischaffender Historiker verschiedene Buchprojekte. 2006 wurde er wissenschaftlicher Mitarbeiter an der Pädagogischen Hochschule FHNW. Dort entwickelte und leitete er ein Forschungsprojekt zu der Frage, wie das damals politisch umstrittene Thema «Die Rolle der Schweiz im Zweiten Weltkrieg» im Geschichtsunterricht zu behandeln sei. Daneben arbeitete Schär an einer geschichtswissenschaftlichen Dissertation, mit der er 2013 an der Universität Bern promoviert wurde. Von 2014 bis 2021 war er Oberassistent am Lehrstuhl für die Geschichte der modernen Welt an der ETH Zürich. Er leitete dort eine Forschungsgruppe zur Geschichte schweizerischer Söldner in der niederländischen Kolonialarmee.
Forschungsaufenthalte und Einladungen führten ihn ans Max-Planck-Institut für Wissenschaftsgeschichte, das Königliche Institut für Südostasien- und Karibikstudien in den Niederlanden (KITLV), das Asia Research Institute an der Nationaluniversität in Singapur sowie an das Münchner Zentrum für Globalgeschichte. Von Juli bis Dezember 2021 war Schär Marie-Curie-Stipendiat des Horizon-Europe-Programms der Europäischen Union am Käte-Hamburger-Kolleg (global dis:connect) an der LMU München. Seit 2022 hat er eine auf fünf Jahre befristete, vom Schweizerischen Nationalfonds (SNF) im Rahmen von dessen Eccellenza-Programm finanzierte Professur an der Universität Lausanne.
Zu Schärs Forschungsschwerpunkten gehören die Wissenschafts- und Kolonialgeschichte des niederländischen Kolonialreichs, insbesondere mit ihren Bezügen zum deutschsprachigen Europa; die Geschichte der Roma, Sinti und Jenischen; die Geschichte Neuer Sozialer Bewegungen; die Globalgeschichte der Schweiz; die Geschichte von Männlichkeiten und Gewalt in der niederländischen Kolonialarmee sowie die Geschichte des Rassismus. Seine Forschungen stiessen in der Schweiz und im Ausland bei zahlreichen Medien, aber auch bei Kunstschaffenden auf Interesse. So wurde im Theater Basel 2020 das Stück Die Wiederauferstehung der Vögel von Thiemo Strutzenberger uraufgeführt, das auf Schärs Buch Tropenliebe basiert. Damit galt er lange als einer der originellsten und gesellschaftlich nachgefragtesten «jungen» Historiker der Schweiz.
Aktuell ist Bernhard C. Schär auch Lehrbeauftragter der Fernuniversität Schweiz.

## Werke (Auswahl)
- Switzerland, Borneo and the Dutch Indies: Towards a New Imperial History of Europe, c.1770–1850. In: Past & Present. gtab045, 8. Februar 2022, doi:10.1093/pastj/gtab045 (35 S.).
- From Batticaloa via Basel to Berlin. Transimperial Science in Ceylon and Beyond around 1900. In: The Journal of Imperial and Commonwealth History, 48/2, 2019, doi:10.1080/03086534.2019.1638620
- The Dutch East Indies and Europe, ca. 1800–1930. An Empire of Demands and Opportunities. In: BMGN - Low Countries Historical Review, 134/3, 2019, doi:10.18352/bmgn-lchr.10738
- On the Tropical Origins of the Alps. Science and the Colonial Imagination of Switzerland, 1700–1900, in: Purtschert, Patricia/Fischer-Tiné, Harald (Eds.): Colonial Switzerland. Revisiting Colonialism from the Margins, London: Palgrave, 2015. Online: https://link.springer.com/chapter/10.1057/9781137442741_2
- Tropenliebe. Schweizer Naturforscher und niederländischer Imperialismus in Südostasien um 1900. Campus, Frankfurt/M. 2015, ISBN 978-3-593-50287-8 (374 S.).[11]
- Harmonie mit Biss – zur Geschichte der Kieferorthopädie und der Zahnärzteschaft im schweizerischen Gesundheitswesen. Studie zum Jubiläum der Schweizerischen Gesellschaft für Kieferorthopädie 1957–2007. Schweizerische Gesellschaft für Kieferorthopädie, Gümligen 2007 (180 S.).
- Hrsg. Themenheft The Dutch East Indies and Europe, ca. 1800–1930. An Empire of Demands and Opportunities, BMGN – Low Countries Historical Review, 134/3, 2019.
- Hrsg. mit Patrick Kupper: Die Naturforschenden. Auf der Suche nach Wissen über die Schweiz und die Welt, 1800–2015. Baden: hier+jetzt, 2015.
- Hrsg. mit Patrick Kupper: Les Naturalistes. A la découverte de la Suisse et du monde, 1800–2015. Baden: hier+jetzt, 2015.
- Hrsg. mit Béatrice Ziegler: Antiziganismus in der Schweiz und Europa. Geschichte, Kontinuitäten und Reflexionen. Zürich: Chronos, 2014.
- Hrsg. mit Ruth Ammann, Stefan Bittner, Marc Griesshammer, Yves Niederhäuser, Vera Sperisen: Bern 68. Lokalgeschichte eines globalen Aufbruchs – Ereignisse und Erinnerungen. Baden: hier+jetzt, 2008.